# Call of Duty: Warzone Mobile
Call of Duty: Warzone Mobile est un jeu mobile de tir à la première personne édité par Activision,,,, sorti le 21 mars 2024 dans le monde entier.

## Système de jeu
La carte de Warzone Mobile se situe à Verdansk, la carte emblématique de Warzone premier du nom.

## Accueil
- IGN : 8/10[6]